# Gella Vandecaveye
Gella Vandecaveye (Kortrijk, 5 juni 1973) is een Belgische ex-judoka.

## Carrière
Vandecaveye begon op achtjarige leeftijd met judo bij Judoclub Zwevegem. Zij maakte op haar vijftiende de overstap naar Judoclub Jenos Kwai Hooglede onder leiding van haar trainer en toeverlaat Eddy Vinckier. Haar grote doorbraak maakt ze in 1993 met haar eerste wereldtitel in het Canadese Hamilton. Zij combineerde met succes topsport en hogere studies communicatiemanagement. Haar volgend hoogtepunt behaalt ze op de Olympische Spelen van Atlanta in 1996 met een zilveren medaille.
Vandecaveye brak in 1998 haar nek en ontsnapte ternauwernood aan de rolstoel. Vijf maanden later werd ze opnieuw Europees Kampioen. Twee maanden voor de Olympische Spelen van Sydney scheurde ze de kruisbanden van haar rechterknie. Desondanks haalde ze een tweede Olympische medaille. Acht jaar na het behalen van haar eerste wereldtitel, werd ze in 2001 voor de tweede keer wereldkampioene; ze verloor dat jaar geen enkele wedstrijd. Vandecaveye beëindigde haar carrière op 31-jarige leeftijd, op de Olympische Spelen te Athene, waar ze in de kwartfinale verloor van de Sloveense Urška Žolnir.
In 2005 gaf Vandecaveye haar carrière een nieuwe impuls door zich te gaan storten op de autosport. In navolging van enkele andere bekende persoonlijkheden wilde zij ook weleens meemaken wat het crossen met een auto door een woestijn bij een mens kan losmaken. In januari 2006 reed Gella Vandecaveye dan ook mee tijdens Parijs-Dakar 2006.
In 2008 werd zij winnaar van het VRT programma Eeuwige Roem. In 2009 schreef Inge Van Meensel een boek over Gella en haar coach Eddy: Gella & Eddy, een halsbrekend duo.
Na de sport heroriënteert ze zich tot zelfstandig ondernemer in de ‘PR & Sport Consulting’ waarbij ze zich richt op bedrijven, de non-profit sector en sport voor allen. Ze verzorgt of biedt promotionele campagnes, judo-initiaties en demonstraties, reisvoorstellingen, PR-activiteiten, teambuildings, lezingen en incentives aan. Met haar reisproject en nadien ook het gelijknamige boek Gella Goes Global trekt ze de wijde wereld rond en ontmoet o.a. de Russische president Poetin en de Dalai Lama.
Op 3 juni 2023 behaalde Gella de 7de Dan graad.

## Erelijst
- Olympische Spelen: zilver (1996), brons (2000)
- Wereldkampioenschappen: 2x goud (1993 en 2001), 2x zilver (1997 en 1999), brons (1995)
- Europese kampioenschappen: 7x goud (1994, 1996, 1997, 1998, 1999, 2000, 2001), 2x zilver (1993 en 2003), 2x brons (1995 en 2002)
- Belgisch kampioenschappen: 23x goud waarvan 14 x bij de senioren
- Internationale tornooien: 8x goud , 6x brons
- Sportvrouw van het jaar: 1993 en 1997 (7x genomineerd)
- Vlaamse Reus: 1993
- Europees Judoka van het Jaar: 1994, 1998, 1999, 2001
- Trofee van Sportverdienste: 1999
- Sportpersoonlijkheid van het Jaar: 2000
- Sport Example of the Year: 2002
- Grootofficier in de Leopoldsorde : 2003
- Life Time Achievement Award : 2004
- IJF Hall of Fame : 2015

1982 Annie Lambrechts · 1983 Eddy Annys · 1984 Ingrid Berghmans · 1985 niet uitgereikt · 1986 William Van Dijck · 1987 Wim Van Belleghem · 1988 Robert Van de Walle · 1989 niet uitgereikt · 1990 Ulla Werbrouck · 1991 Sabine Appelmans · 1992 Annelies Bredael · 1993 Gella Vandecaveye · 1994 Brigitte Becue · 1995 Fred Deburghgraeve · 1996 Luc Van Lierde · 1997 Stefan Everts · 1998 Sven Nys · 1999 Marleen Renders · 2000 Filip Meirhaeghe · 2001 Kim Clijsters · 2002 Kim Gevaert · 2003 Benny Vansteelant · 2004 Gino De Keersmaeker · 2005 Kathleen Smet · 2006 Tia Hellebaut · 2007 estafetteploeg 4x100m dames · 2008 Kenny De Ketele · 2009 Tom Goegebuer · 2010 Cédric Van Branteghem · 2011 Evi Van Acker · 2012 Hans Van Alphen and Marieke Vervoort · 2013 Frederik Van Lierde · 2014 Bart Swings · 2015 Jaouad Achab · 2016 Peter Genyn · 2017 Seppe Smits · 2018 Nina Derwael · 2019 Emma Meesseman · 2020 niet uitgereikt · 2021 Belgische hockeyploeg (mannen) · 2022 Remco Evenepoel  · 2023 Lotte Kopecky
1928 Louis Crooy en Victor Groenen · 1929 Georges Ronsse · 1930 Hyacinthe Roosen · 1931 René Milhoux en Jules Tacheny · 1933 Jef Scherens · 1934 Union Sint-Gillis · 1935 Arnold de Looz-Corswarem · 1936 Ernest Demuyter · 1937 Joseph Mostert · 1938 Hubert Carton de Wiart · 1939 Henry de Menten de Horne · 1940 Fernande Caroen · 1941 Jan Guilini · 1942 Pol Braekman · 1943 Albert de Ligne · 1944 niet toegekend · 1945 vliegend personeel van de Belgische sectie van de Royal Air Force · 1946 Gaston Reiff · 1947 Micheline Lannoy en Pierre Baugniet · 1948 Etienne Gailly · 1949 Feru Moulin · 1950 Briek Schotte · 1951 Johny Claes en Jacques Ickx · 1952 André Noyelle · 1953 bemanning van het jacht Omoo (zeilsport) · 1954 Adolf Verschueren · 1955 Roger Moens · 1956 Gilberte Thirion · 1957 Jacky Brichant en Philippe Washer · 1958 René Baeten · 1959 Belgische hockeyploeg bij de mannen · 1960 Flory Van Donck · 1961 Rik Van Looy · 1962 Gaston Roelants · 1963 Aureel Vandendriessche · 1964 Joël Robert · 1965 Eerste Jachtwing van de Belgische Luchtmacht · 1966 Raymond Ceulemans · 1967 Ferdinand Bracke en Eddy Merckx · 1968 Jacky Ickx · 1969 Serge Reding · 1970 Freddy Herbrand · 1971 Miel Puttemans · 1972 Karel Lismont · 1973 Roger De Coster · 1974 Paul Van Himst · 1975 Jean-Pierre Burny · 1976 Ivo Van Damme · 1977 Gaston Rahier · 1978 RSC Anderlecht · 1979 Robert Van de Walle · 1980 Belgische voetbalploeg bij de mannen · 1981 Annie Lambrechts · 1982 Ingrid Berghmans · 1983 Eddy Annys · 1984 André Malherbe · 1985 niet toegekend · 1986 William Van Dijck · 1987 Ingrid Lempereur · 1988 Eric Geboers · 1989 Michel Preud'homme · 1990 Jan Ceulemans · 1991 Jean-Michel Saive · 1992 Annelies Bredael · 1993 Vincent Rousseau · 1994 Brigitte Becue · 1995 Frédérik Deburghgraeve · 1996 Johan Museeuw · 1997 Luc Van Lierde · 1998 Ulla Werbrouck · 1999 Gella Vandecaveye · 2000 Joël Smets · 2001 Kim Clijsters en Justine Henin · 2002 Marc Wilmots · 2003 Stefan Everts · 2004 Axel Merckx · 2005 Tom Boonen · 2006 Kim Gevaert en Tia Hellebaut · 2007 4x100m-estafetteploeg voor vrouwen · 2008 niet toegekend · 2009 Philippe Gilbert · 2010 Philippe Le Jeune · 2011 Kevin Borlée · 2012 Evi Van Acker · 2013 Frederik Van Lierde · 2014 Daniel Van Buyten · 2015 4x400m-estafetteploeg voor mannen · 2016 Nafissatou Thiam · 2017 David Goffin · 2018 Nina Derwael · 2019 Belgische hockeyploeg bij de mannen · 2020 Wout van Aert · 2021 Bashir Abdi · 2022 Remco Evenepoel · 2023 Bart Swings · 2024 Lotte Kopecky
1992 Sabine Appelmans · 1993 Gella Vandecaveye · 1994 Frédérik Deburghgraeve · 1995 Johan Museeuw · 1996 Luc Van Lierde · 1997 Luc Van Lierde · 1998 Frédérik Deburghgraeve · 1999 Luc Van Lierde · 2000 Kim Clijsters · 2001 Kim Clijsters · 2002 Kim Gevaert · 2003 Marc Herremans · 2004 Kim Gevaert · 2005 Tom Boonen · 2006 Tia Hellebaut · 2007 Kim Gevaert · 2008 Tia Hellebaut · 2009 Niels Albert · 2010 Kim Clijsters · 2011 Thomas Van Der Plaetsen · 2012 Evi Van Acker · 2013 Frederik Van Lierde · 2014 Delfine Persoon · 2015 Marieke Vervoort · 2016 Greg Van Avermaet · 2017 Nina Derwael · 2018 Nina Derwael · 2019 Emma Meesseman · 2020 Wout van Aert · 2021 Bashir Abdi en Peter Genyn · 2022 Remco Evenepoel · 2023 Patrick Lefevere · 2024 Jan Vertonghen